# Sām
Sām (سام), també transcrit Saam, és un heroi mític de l'antiga Pèrsia, i un personatge important en l'èpic Shahnameh. Era fill de Nariman, net de Garshasp i pare de Zāl. Va ser campió de l'Iran durant el govern de Faridun, Manuchehr i Nowzar. Va ser nomenat per Manuchehr per governar Zabulistan (Sistan), i després Mazanderan. Després de a Manuchehr, per culpa del govern corrupte i fracassat de Nowzar, els campions iranians van demanar a Sām que governés l'Iran. Sām no va acceptar, va donar suport a Nowzar i li va aconsellar de seguir a Faridun i a Manuchehr. Va ser el fundador suposat de la filosofia coneguda sāmifarianisme. Sām va tornar a Mazanderan, i va morir poc després. Afrasiyab llavors va atacar Zabulistan.
El nom de Sām és equivalent al nom en avèstic 'Saama', que significa fosc i el nom en sànscrit 'Shyaama' que significa el mateix.